# بهرام أباد (إسلام شهر)
بهرام أباد (بالفارسية: بهرام‌آباد) هي قرية تقع في قسم دة عباس الريفي (مقاطعة اسلام شهر) في إيران. يقدر عدد سكانها بـ 1,770 نسمة .